# Procesador escalar
Los procesadores escalares son el tipo más simple de procesadores. Cada instrucción de un procesador escalar opera sobre un dato cada vez. En contraposición, en un procesador vectorial una sola instrucción opera simultáneamente sobre un conjunto de datos. La diferencia entre ambos es la misma que entre la aritmética escalar y la vectorial. Los procesadores escalares pueden ser CPUs completas o ALUs. En algunos casos, un procesador puede estar compuesto de una CPU y varias ALUs, formando el conjunto un procesador superescalar.